# Problemski Hotel
Problemski Hotel is een korte roman uit 2003 van de Oost-Vlaamse schrijver Dimitri Verhulst. De schrijver verbleef enkele dagen in een asielcentrum in Arendonk en schreef zijn indrukken neer in dit boek.

## Totstandkoming
In 2001 benaderde de directrice van asielcentrum Totem het literaire tijdschrift Deus Ex Machina met de vraag een themanummer te maken waarvoor Vlaamse schrijvers zich zouden inleven in de situatie van een asielzoeker. Tien auteurs stelden het resultaat voor op een opendeurdag in het centrum, die tot doel had de relatie met de Arendonkenaars te verbeteren. De reportages en verhalen, waaronder dat van Verhulst, verschenen in het nummer Grensbewoners. Verhulst had toestemming gekregen om enkele weken in het centrum te verblijven, maar hij hield het er slechts vier dagen uit omdat hij – anders dan voorgenomen – zijn positie als schrijver niet voor zich hield en emotioneel een ruïne werd.
De ervaring bleef doorwerken en gaf in 2003 aanleiding tot het verschijnen van Problemski Hotel, waarin allerlei toestanden worden bekeken door de cynische ogen van de gevluchte persfotograaf Bipul Masli. In het nawoord schreef Verhulst 'dat de helft van de verhalen verzonnen is, en dat geen enkel verhaal een leugen bevat'.

## Synopsis
Het boek maakt een groepsportret van het leven van een aantal asielzoekers in een Belgisch centrum, gezien door de ogen van Bipul Masli, een beroepsfotograaf gevlucht uit 'Flutopia'. Masli is een anagram van islam, maar volgens Verhulst is dit toeval en gaat het om een personage zonder godsdienst en zonder duidelijke afkomst. Elke asielzoeker heeft dromen van een nieuwe toekomst, ofwel in België of in Engeland waar ze – zoals Masli's minderjarige vriendin Lídia – als verstekeling naar toe willen. De asielzoekers leven in onzekerheid, wanhoop en verveling. Binnen en buiten de prikkeldraad heerst racisme. De Belgische wetgeving en bureaucratie rond asielprocedures leidt soms tot absurde taferelen. Vooral het dagelijks leven in het asielcentrum wordt bekeken. Er zijn spanningen tussen de Oost-Europeanen en de Afrikanen. Volwassenen worden op fietsles gestuurd omdat een van hen midden op de baan had gefietst. Er wordt geschaakt om sterke drank en sigaretten worden verhandeld in de plaats van munteenheden.
Met een mop ('Inburgeringsoefening') brengt Verhulst hulde aan twee auteurs die hem inspireerden: een versie is geschreven in de stijl van Roger van de Velde en een volgende in die van Louis Paul Boon.

## Ontvangst
Het boek kreeg aanvankelijk weinig aandacht, maar werd na De helaasheid der dingen retrospectief gezien als 'Verhulsts definitieve doorbraak in Vlaanderen en Nederland'. Anno 2018 was het in zeventien talen vertaald, dankzij opname in de Unesco Catalogue of Representative Works.

## Verfilming
In november 2013 werd aangekondigd dat het boek zou verfilmd worden door Manu Riche. De film ging in première op 16 oktober 2015 op het Film Fest Gent.